# Beneš-Mráz Be-500 Bibi
Beneš-Mráz Be-500 Bibi, Be-501 a Be-502 byly československé sportovní jednomístné dolnoplošníky z druhé poloviny třicátých let 20. století, které byly vyráběny ve firmě Inž. P. Beneš a inž. J. Mráz, továrna na letadla Choceň a která je vyvinula v plodném roce 1936. Letouny byly určeny pro sportovní létání.

## Vznik a vývoj
Jednalo se o další modely do řady úspěšných předválečných letadel této firmy, která byla vyráběna pro sportovní účely. 
Byla to jednosedadlová letadla malých rozměrů s malou spotřebou pohonných hmot. V rozměrech se lišila minimálně, byla však osazena různými motory Walter. Na prototypu Be-500 měl být zkoušen motor Walter Atom(avšak prototyp nebyl dokončen), o 20 cm delší verze Be-501 měla motor Walter Mikron II (upravený tak, aby se vešel do objemu válců 2 l) a konečně verze Be-502 stejné délky, jakou měl mít prototyp Be-500, byla osazena nejsilnějším motorem Walter Minor 4. Oba letouny byly speciálně postaveny pro účast v závodu 12 hodin města Angers.
Již krátce po hektickém dokončení se "bibiny" Be-501 a Be-502 úspěšně zúčastnily závodu "12 heures d´Angers" ve Francii, když Josef Kalla a Karel Mareš zvítězili ve svých kategoriích.

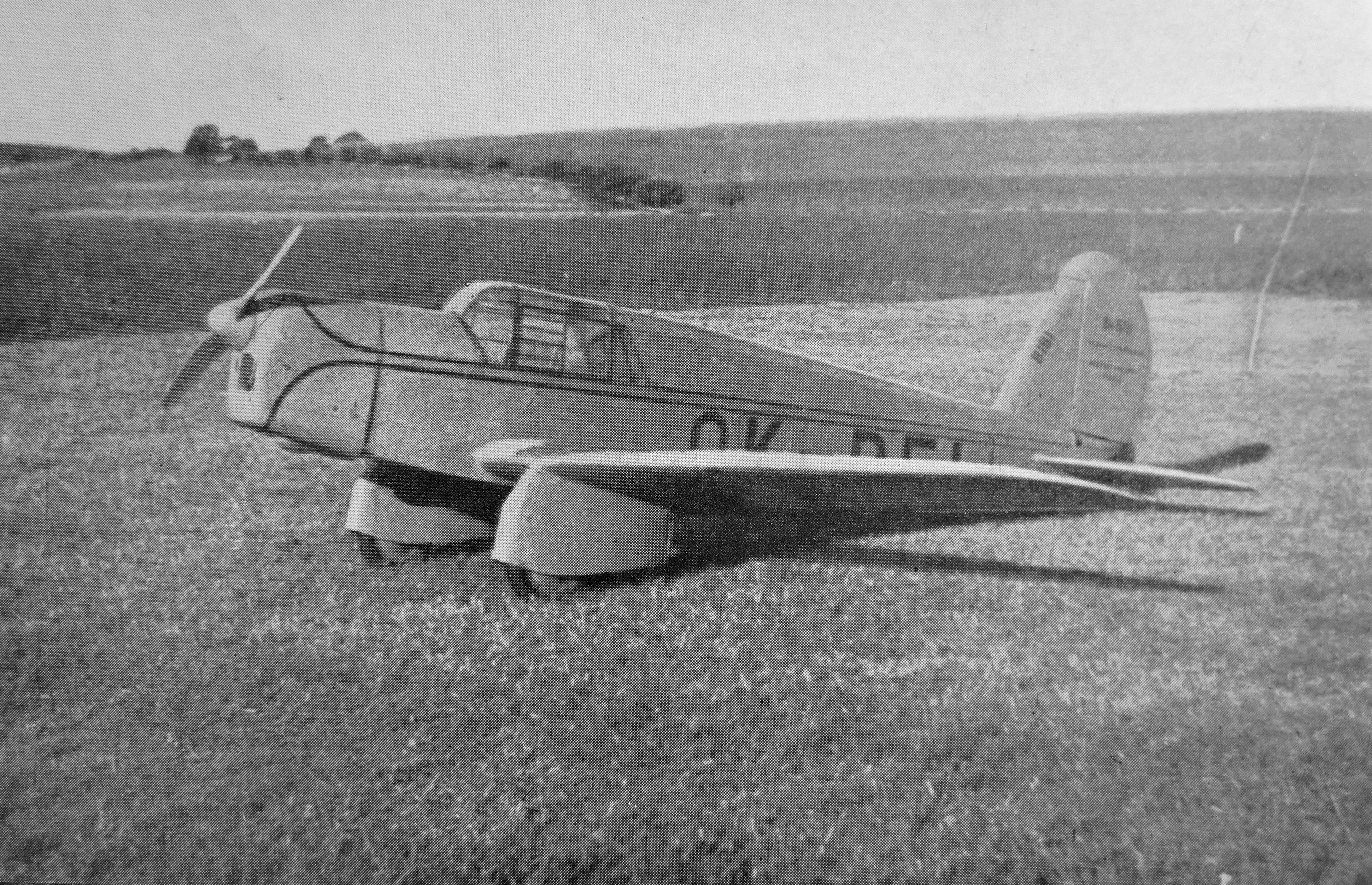
Walter Minor 4 a Be-502 Bibi (1936)

## Popis letounu
Letadla byla řešena jako dolnokřídlý jednoplošník s krytou kabinou. Samonosná, dřevěná křídla byla v celku a byla vsazena do spodní části trupu. V dřevěném, dýhovaném trupu byl kokpit umístěn před hlavním podélníkem křídla. Kabina byla přístupná otevřením větší části horního krytu a za ní byl i prostor pro menší zavazadla. Kormidla byla ovládána lany, křidélka tuhým systémem táhel. Široké svislé ocasní plochy byly samonosné, jejichž kormidlo bylo poněkud vykrojeno nad průběžnou eliptickou vodorovnou ocasní plochu. Směrové kormidlo s kýlovou plochou bylo posunuto vpřed k dosažení příznivých vlastností ve vývrtce.

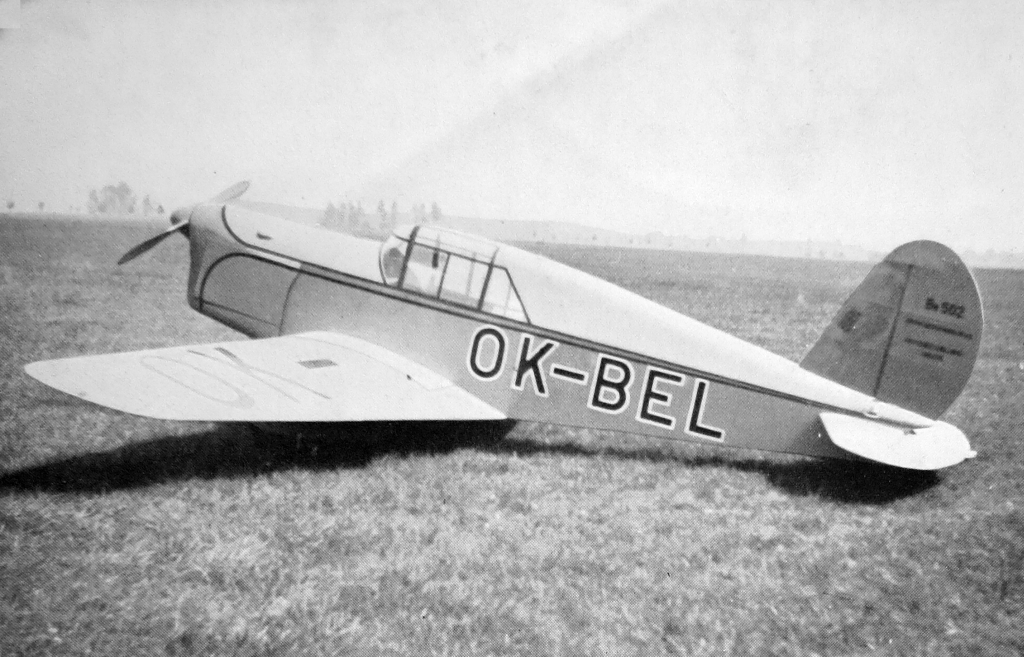
Walter Minor 4 a Be-502 Bibi (1936)

Ze dvou samostatných částí složený podvozek s "kalhotovými" kryty byl upevněn na hlavním podélníku křídla a odpérován gumovými provazci. Ostruha byla vyrobena z ocelových, listových pružin. V motorovém loži z ocelových trubek mohly být instalovány různé motory o výkonu 20-95 k (15-70 kW).

## Použití
K 1.7.1936 byla letounu Be-501 Bibi přidělena imatrikulační značka OK-BEI a letounu Be-502 Bibi značka OK-BEL. V obou případech se jednalo o výrobní čísla 1. Oba stroje zakoupené Aeroklubem RČs. se úspěšně zúčastnily závodu  "12 hodin města Angers" (12 heures d'Angers) v rychlosti a spolehlivosti, který uspořádal západofrancouzský aeroklub počátkem července 1936. Stroje i jejich piloti, major Kalla a podplukovník Mareš, ze sebe vydali vše, co mohli, a ve svých kategoriích zvítězili.  Major gen. št. Josef Kalla na Be-502 Bibi zvítězil v kategorii objemu motoru do 4 litrů, když uletěl 1229,04 km v průměrné rychlosti 204,04 km/h, a v kategorii do 2 litrů se speciálním Mikronem II zvítězil pplk. Karel Mareš na Be-501 Bibi, když uletěl 1001,968 v průměrné rychlosti 166,968 km/h. V celkové klasifikaci bez rozdílu objemu motorů J. Kalla skončil na 2. místě a K. Mareš na 6. místě.
V květnu 1937 absolvovaly tyto letouny rychlostní lety na 100 a 1000 km. Pilot štkp. Štěpán s Be-501 na kratší trati dosáhl rychlosti 179,229 km/h a na delší 170,809 km/h, na Be-502 bylo dosaženo rychlosti 220,94 km/h (ing. Šimůnek na 100 km) a 214,174 km/h (škpt. Žáček na 1000 km). V prosinci 1937 byl vytvořen škpt. Červinkou na Be-501 mezinárodní výškový rekord 4658 m.
Další vývoj těchto úspěšných letounů nepokračoval, protože se vývojáři zaměřili na pokročilejší typ Beneš-Mráz Be-550 Bibi, který byl dokončen koncem roku 1936. Po obsazení Československa nacistickým Německem byla letadla používána v leteckých školách Luftwaffe.

## Uživatelé
- Československo
  - Aeroklub Republiky Československé (Be-501)
  - Aeroklub Republiky Československé (Be-502), od r. 1937 Moravskoslezský aeroklub Brno
  - Beneš-Mráz (nedokončený prototyp Be-500)
- Německá říše
  - Luftwaffe

## Specifikace
Údaje podle

### Technické údaje
- Posádka: 1
- Rozpětí: 8,5 m
- Délka: 5,86 m (Be-500, 502) - 6,02 m (Be-501)
- Výška: 1,65 m (Be-500, 501) - 1,72 m (Be-501)
- Nosná plocha: 9 m²
- Prázdná hmotnost: 170 kg (Be-500), 245 kg (Be-501), 340 kg (Be-502)
- Max. vzletová hmotnost: 285 kg (Be-500), 428 kg (Be-501), 600 kg (Be-502)
- Plošné zatížení: 31,6 kg/m² (Be-500), 47,5 kg/m² (Be-501), 66,7 kg/m² (Be-502)
- Pohonná jednotka: 
  - horizontální (plochý) vzduchem chlazený horizontální dvouválec Walter Atom o výkonu 18 kW/25 k (Be-500)
  - invertní řadový vzduchem chlazený čtyřválec Walter Mikron II o výkonu 33 kW/45 k (Be-501)
  - invertní řadový vzduchem chlazený čtyřválec Walter Minor 4 o výkonu 62 kW/85 k (Be-502)

- Vrtule: dvoulistá, dřevěná

### Výkony
| Označení typu                 | Be-500 | Be-501 | Be-502 |
| ----------------------------- | ------ | ------ | ------ |
| Cestovní rychlost (km/h)      | 135    | 165    | 200    |
| Max. rychlost při zemi (km/h) | 155    | 190    | 230    |
| Přistávací rychlost (km/h)    | 57     | 73     | 87     |
| Dolet (km)                    | 850    | 1700   | 1900   |
| Dostup (m)                    | 4000   | 3300   | 4000   |
| Stoupavost do 1000 m (min.)   | 9      | 9      | 7      |